# Fênix
Fênix este un oraș în Paraná (PR), Brazilia.